# Територија Џервис Беј
Територија Џервис Беј (енгл. Jervis Bay Territory) је аутономна територија Аустралије. Налази се на обали копненог дела Новог Јужног Велса. Ову територију је 1915. године откупио Комонвелт да би обезбедио излаз на море за престоничку територију главног града Канбере. До 1989. године Џервис Беј је припадао територији главног града, да би се те године одвојио и постао аутономна територија. Налази се 125 km јужно од Сиднеја и 150 km источно од Канбере. Територијом управља аустралијско министарство за просторни развој. 
На територији се налазе три насеља:
- Село Џервис Беј (енгл. Jervis Bay Village), које без обзира на свој назив има статус града са 611 становника (по попису из 2001. године)
- Гринпач (енгл. Greenpatch), село са 30 становника
- Село Рек Беј (енгл. Wreck Bay Village), абориџинска заједница са 180 становника

На територији Џервис Беја живи око 760 становника, с тим што треба нагласити да је овај број променљив због присуства Аустралијског краљевског морнаричког колеџа.